# Grand Prix automobile de Monaco 1958
GP précédent GP suivant
Le Grand Prix de Monaco 1958 (XVIe Grand Prix de Monaco), disputé sur le circuit de Monaco le 18 mai 1958, est la soixante-sixième épreuve du championnat du monde de Formule 1 courue depuis 1950 et la seconde manche du championnat 1958.

## Contexte avant le Grand Prix

### Le championnat du monde
La saison 1958 de Formule 1 est la cinquième à se disputer sous la réglementation 2,5 litres (moteur 2 500 cm3 atmosphérique ou 750 cm3 suralimenté). Un important changement a toutefois été mis en place, avec l'utilisation obligatoire du carburant de type 'Avgas', un carburant proche de l'essence du commerce mais avec un taux d'octane de 130. Les motoristes ont donc dû adapter leurs moteurs, jusqu'alors alimentés par des carburants libres à base de méthanol et de nitrométhane, comportant éventuellement du benzol. Cette modification a été introduite par la CSI dans un but d'uniformisation et afin de limiter la puissance des moteurs.
Au niveau de l’organisation des épreuves mondiales (hormis les 500 miles d'Indianapolis qui se courent sous la réglementation américaine, inchangée), la durée a été limitée à trois heures et trois cents kilomètres, contre cinq cents les années précédentes, avec pour effet immédiat l'apparition de monoplaces plus petites avec réservoirs réduits.
Quintuple champion du monde, l'as argentin Juan Manuel Fangio a décidé, à près de quarante-sept ans, de ne pas remettre son titre en jeu ; bien qu'ayant participé en janvier aux épreuves organisées dans son pays, remportant à l'occasion le Grand Prix de Buenos Aires, il n'a signé aucun contrat professionnel et n’apparaîtra plus qu'épisodiquement cette saison. Dauphin de Fangio de 1955 à 1957 et vainqueur de la manche inaugurale en Argentine, le Britannique Stirling Moss semble tout désigné pour lui succéder.

### Le circuit

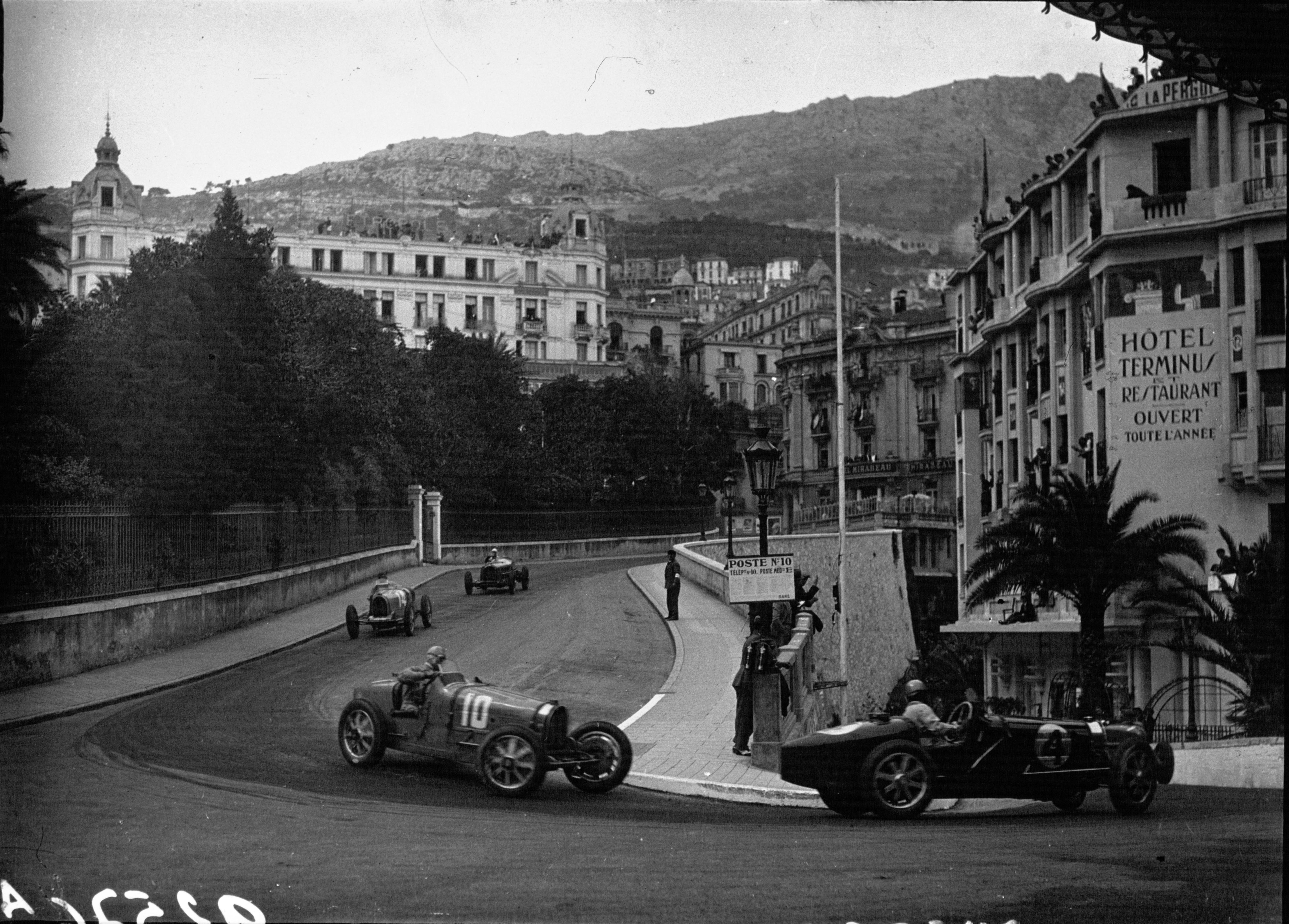
Le tracé du circuit est pratiquement inchangé depuis 1929 : ici le virage de la gare, lors du Grand Prix de 1932.

Seul circuit urbain utilisé dans le cadre du championnat du monde, le circuit de Monaco (exclusivement utilisé à l'occasion du Grand Prix) est tracé dans les rues de la principauté de Monaco, avec un parcours pratiquement inchangé depuis sa création en 1929. L'étroitesse de la piste, l'enchaînement de virages difficiles et l'absence de dégagements font la spécificité de ce circuit très technique, demandant aux pilotes une concentration extrême, le moindre écart de trajectoire étant souvent lourd de conséquences. Avec une moyenne horaire en course de l'ordre de 105 km/h, le Grand Prix de Monaco est l'épreuve la plus lente du championnat. Dernier vainqueur en date, Juan Manuel Fangio s'y est imposé à deux reprises.

## Monoplaces en lice
- Ferrari Dino 246 "Usine"

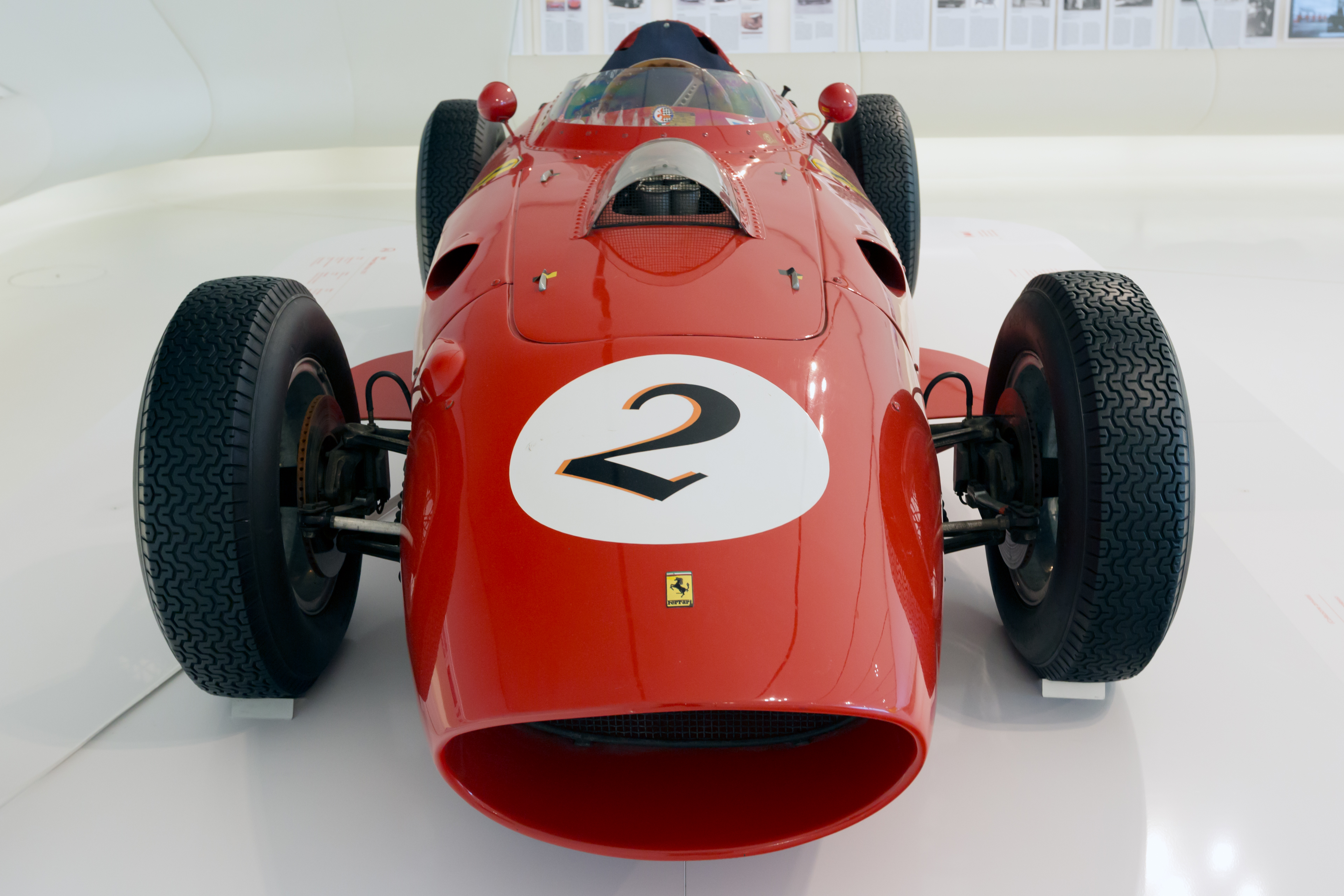
La Ferrari Dino 246, à moteur V6.

Comme en Argentine, la Scuderia Ferrari a engagé trois Dino 246 pour Luigi Musso, Peter Collins et Mike Hawthorn. Pesant environ 650 kg, elles sont animées par le moteur Dino 246, V6 de 2 400 cm3 développant près de 290 chevaux à 8 500 tr/min. Quatrième pilote de l'équipe, Wolfgang von Trips dispose d'un châssis identique mais équipé de la version deux litres du V6 (Dino 206, environ 240 chevaux), le directeur sportif préférant garder un moteur 246 en réserve durant les essais, avec possibilité de le monter sur la quatrième voiture le jour de la course.
- Vanwall VW "Usine"

Dans l'équipe de Tony Vandervell, l'adaptation du moteur quatre cylindres au carburant aviation a été laborieuse, la mise au point de l'alimentation par injection ayant nécessité plus de temps que l'adaptation des carburateurs chez les concurrents. Dans sa version 1958, le moteur Vanwall développe 270 chevaux à 7 500 tr/min (contre 290 à la fin de la saison passée), un handicap d'une vingtaine de chevaux face aux monoplaces italiennes que le constructeur britannique espère compenser grâce à un poids moindre (630 kg), un freinage à disques particulièrement efficace et une plus grande finesse aérodynamique. Pour l'épreuve monégasque, elles adoptent un nez raccourci muni d'une barre de protection horizontale. Monaco constitue le premier rendez-vous de l'année pour cette équipe, qui a engagé trois voitures pour ses pilotes habituels Stirling Moss, Tony Brooks et Stuart Lewis-Evans.
- BRM P25 "Usine"

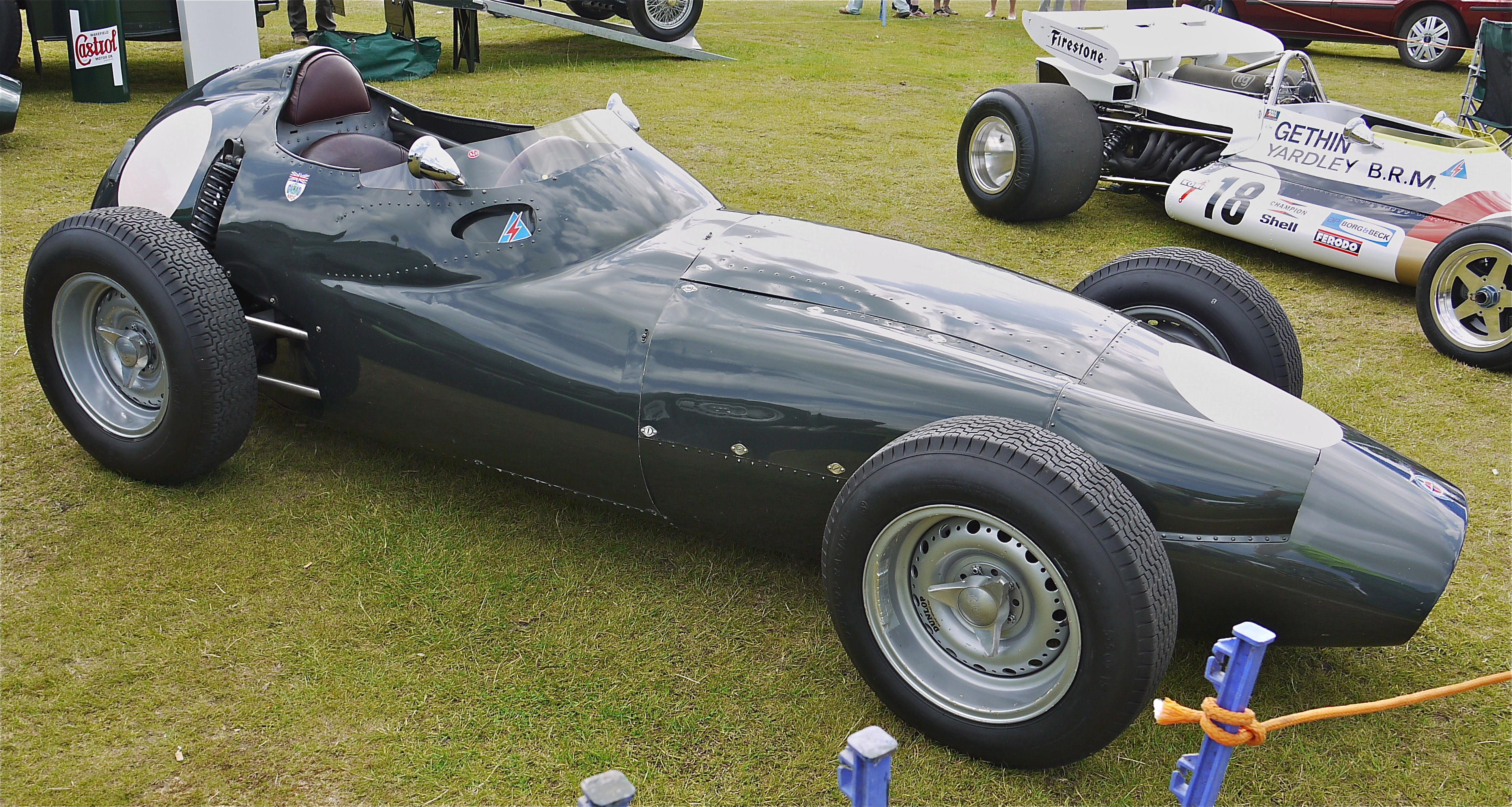
Une BRM P25 lors d'une manifestation historique.

Tout comme Vanwall, l'équipe BRM doit faire face à une perte d'une vingtaine de chevaux du fait de l'utilisation du carburant aviation, le moteur quatre cylindres de la marque, dans sa nouvelle version à cinq paliers, plafonnant à 245 chevaux en ce début de saison 1958. Toutefois, grâce à un poids de seulement 550 kg et à son excellente maniabilité, la P25 devrait se montrer à l'aise sur le tortueux circuit monégasque. Trois voitures ont été engagées pour Jean Behra, Harry Schell et Ron Flockhart, mais ce dernier n'est pas certain de pouvoir disposer de la troisième voiture dont la préparation a pris du retard.
- Cooper T45 "Usine"

John Cooper a engagé deux exemplaires de sa nouvelle T45, évolution de la T43 de l'année précédente, conçue pour la formule 2. Par rapport à sa devancière, la T45 bénéficie d'une suspension améliorée et d'un carter de boîte de vitesses renforcé d'après les directives de Jack Brabham, pilote numéro un de l'équipe. Pour Monaco, Brabham dispose de la version 2 200 cm3 du moteur quatre cylindres Coventry Climax, donné pour 195 chevaux. Roy Salvadori pilote la seconde voiture, équipée de la version deux litres du moteur Climax (environ 175 chevaux). Le Rob Walker Racing Team dispose également d'une nouvelle T45 à moteur deux litres, confiée à Maurice Trintignant, tandis que la T43 victorieuse en Argentine, désormais dotée des améliorations techniques de la T45, sert de mulet.
- Lotus 12 "Usine"

Devant l'insistance de ses pilotes Cliff Allison et Graham Hill et encouragé par le succès du moteur Climax FPF deux litres en Argentine, Colin Chapman s'est finalement résolu à suivre la même voie que Cooper, et a équipé deux de ses Lotus 12 de formule 2 de ce même moteur FPF donné pour 175 chevaux. 
- OSCA "Usine"

Fondateurs en 1947 de la marque OSCA très impliquée en endurance 1 500 cm3, les frères Maserati ont pu engager deux  'Sport' en catégorie formule 2, bien que ces voitures ne soient pas des monoplaces. Elles sont confiées aux pilotes italiens Giulio Cabianca et Luigi Piotti.
- Maserati 250F

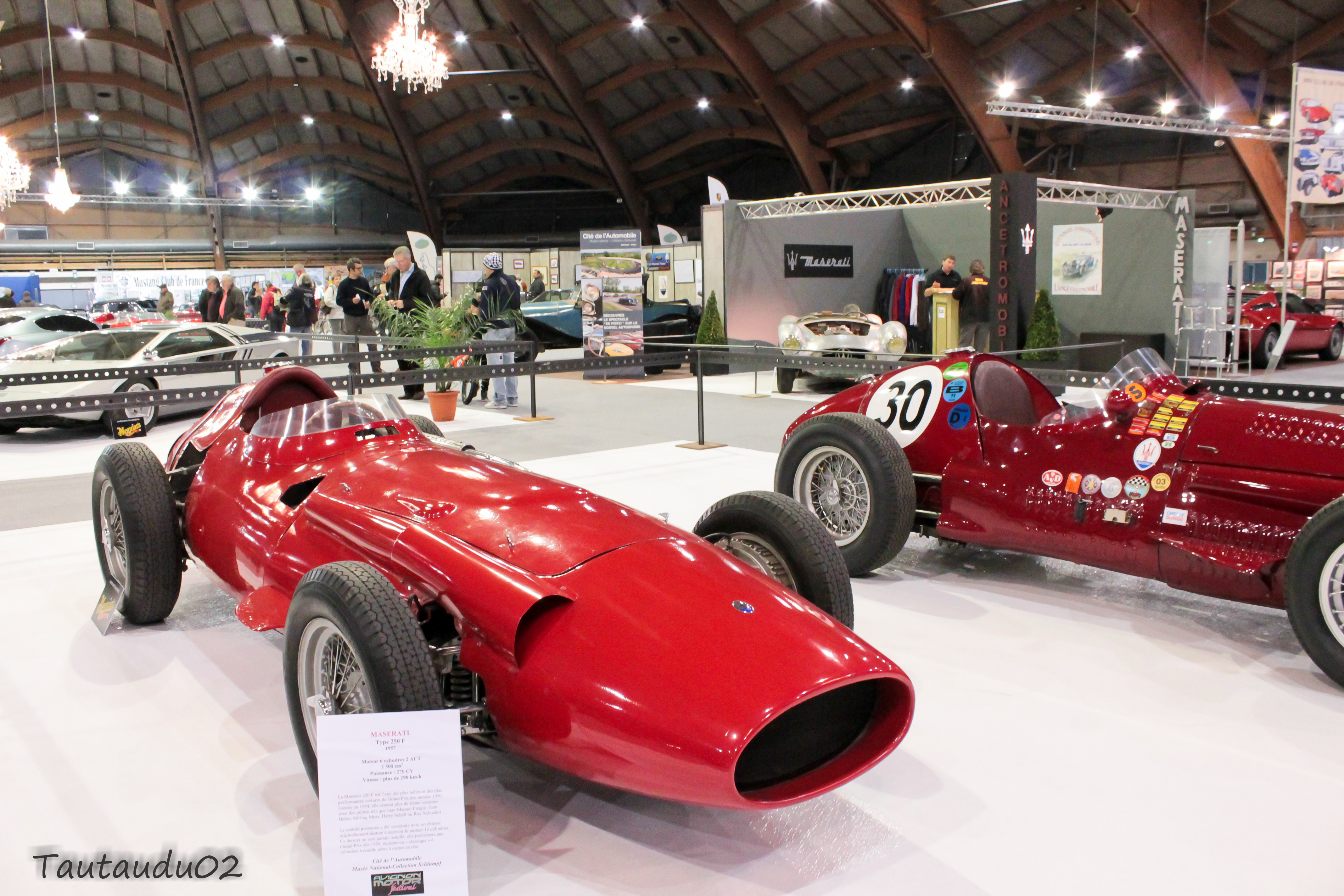
Apparues fin 1953, les Maserati 250F représentent encore la majeure partie du plateau.

Bien que le constructeur italien ait officiellement renoncé à la formule 1, la marque est toujours la mieux représentée, avec huit 250F à moteur six cylindres (270 chevaux) présentes aux mains de pilotes privés. Parmi ceux-ci, on note la présence de l'Italienne Maria Teresa De Filippis, première femme à tenter de prendre le départ d'une épreuve mondiale de F1. Le champion du monde moto Keith Campbell, qui a en début de saison pris le départ des 200 Miles d'Aintree sur sa 250F personnelle, avait également annoncé sa participation, mais a finalement déclaré forfait. Le service courses de l'usine avait aussi préparé une monoplace pour Fangio au cas où le champion du monde reviendrait sur sa décision de ne pas courir, en vain.
- Connaught Type B

Manager de Stuart Lewis-Evans, Bernie Ecclestone a engagé les deux Connaught Type B qu'il fait habituellement courir dans les épreuves britanniques. Lewis-Evans étant pilote officiel Vanwall pour les épreuves mondiales, ce sont Bruce Kessler et Paul Emery qui ont été retenus pour la manche monégasque.

## Coureurs inscrits
| no | Pilote                          | Écurie                   | Constructeur | Modèle           | Moteur             | Pneumatiques |
| -- | ------------------------------- | ------------------------ | ------------ | ---------------- | ------------------ | ------------ |
| 2  | Keith Campbell                  | Privé                    | Maserati     | Maserati 250F    | Maserati L6        | Pirelli      |
| 4  | Francisco Godia                 | Privé                    | Maserati     | Maserati 250F    | Maserati L6        | Pirelli      |
| 6  | Jean Behra                      | Owen Racing Organisation | BRM          | BRM P25          | BRM L4             | Dunlop       |
| 8  | Harry Schell                    | Owen Racing Organisation | BRM          | BRM P25          | BRM L4             | Dunlop       |
| 10 | Ron Flockhart                   | Owen Racing Organisation | BRM          | BRM P25          | BRM L4             | Dunlop       |
| 12 | Bruce Kessler Bernie Ecclestone | Bernie Ecclestone        | Connaught    | Connaught B      | Alta L4            | Avon         |
| 14 | Paul Emery                      | Bernie Ecclestone        | Connaught    | Connaught B      | Alta L4            | Avon         |
| 16 | Jack Brabham                    | Cooper Car Company       | Cooper       | Cooper T45       | Coventry Climax L4 | Dunlop       |
| 18 | Roy Salvadori                   | Cooper Car Company       | Cooper       | Cooper T45       | Coventry Climax L4 | Dunlop       |
| 20 | Maurice Trintignant             | Rob Walker Racing Team   | Cooper       | Cooper T45       | Coventry Climax L4 | Dunlop       |
| 22 | Ron Flockhart                   | Rob Walker Racing Team   | Cooper       | Cooper T43       | Coventry Climax L4 | Dunlop       |
| 24 | Cliff Allison                   | Team Lotus               | Lotus        | Lotus 12         | Coventry Climax L4 | Dunlop       |
| 26 | Graham Hill                     | Team Lotus               | Lotus        | Lotus 12         | Coventry Climax L4 | Dunlop       |
| 28 | Stirling Moss                   | Vandervell Products      | Vanwall      | Vanwall VW7      | Vanwall L4         | Dunlop       |
| 30 | Tony Brooks                     | Vandervell Products      | Vanwall      | Vanwall VW10     | Vanwall L4         | Dunlop       |
| 32 | Stuart Lewis-Evans              | Vandervell Products      | Vanwall      | Vanwall VW5      | Vanwall L4         | Dunlop       |
| 34 | Luigi Musso                     | Scuderia Ferrari         | Ferrari      | Ferrari Dino 246 | Ferrari V6         | Englebert    |
| 36 | Peter Collins                   | Scuderia Ferrari         | Ferrari      | Ferrari Dino 246 | Ferrari V6         | Englebert    |
| 38 | Mike Hawthorn                   | Scuderia Ferrari         | Ferrari      | Ferrari Dino 246 | Ferrari V6         | Englebert    |
| 40 | Wolfgang von Trips              | Scuderia Ferrari         | Ferrari      | Ferrari Dino 246 | Ferrari V6         | Englebert    |
| 42 | Horace Gould                    | Scuderia Centro Sud      | Maserati     | Maserati 250F    | Maserati L6        | Dunlop       |
| 44 | Maria Teresa De Filippis        | Privé                    | Maserati     | Maserati 250F    | Maserati L6        | Pirelli      |
| 46 | Giorgio Scarlatti               | Privé                    | Maserati     | Maserati 250F    | Maserati L6        | Pirelli      |
| 48 | Gerino Gerini                   | Scuderia Centro Sud      | Maserati     | Maserati 250F    | Maserati L6        | Pirelli      |
| 50 | Ken Kavanagh Luigi Taramazzo    | Ken Kavanagh             | Maserati     | Maserati 250F    | Maserati L6        | Pirelli      |
| 52 | Giulio Cabianca                 | OSCA Automobili          | OSCA         |                  | OSCA L4            | Pirelli      |
| 54 | Luigi Piotti                    | OSCA Automobili          | OSCA         |                  | OSCA L4            | Pirelli      |
| 56 | André Testut Louis Chiron       | André Testut             | Maserati     | Maserati 250F    | Maserati L6        | Pirelli      |
| 58 | Joakim Bonnier                  | Privé                    | Maserati     | Maserati 250F    | Maserati L6        | Pirelli      |

- Bernie Ecclestone avait initialement engagé les deux Connaught Type B qu'il avait rachetées en octobre 1957 lors de la liquidation de la marque[10], mais en a amené une seule à Monaco, que vont se partager Bruce Kessler et Paul Emery[11]. Ecclestone est inscrit en tant que pilote de réserve.

## Qualifications

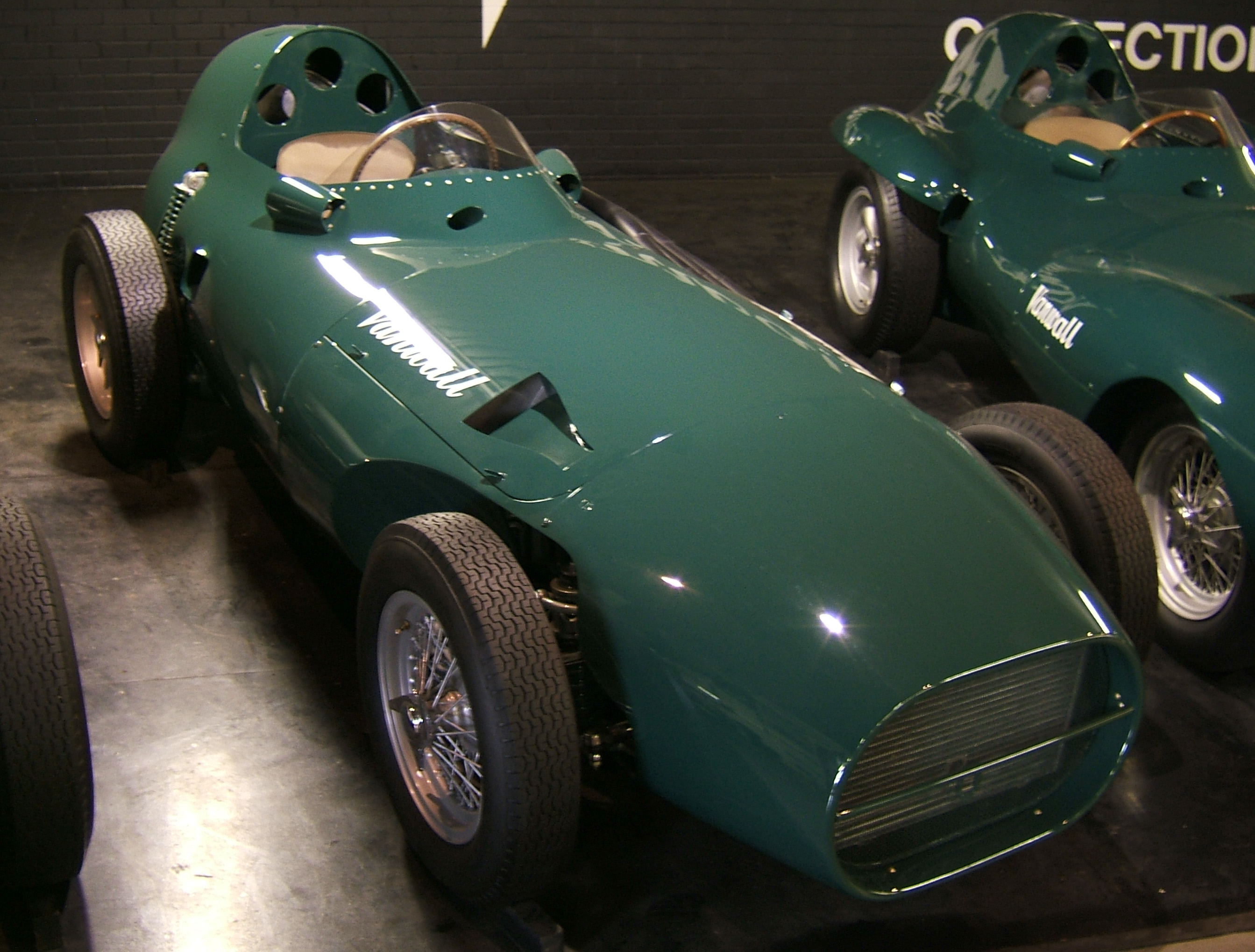
La Vanwall s'est montrée de loin la plus rapide aux mains de Tony Brooks.

Les séances d'essais qualificatifs se déroulent les vendredi et samedi précédant la course. Le vendredi matin, Tony Brooks se montre d'emblée le plus rapide au volant de sa Vanwall et profite des conditions idéales (piste froide et entièrement dégagée) pour réaliser un tour à plus de 113 km/h de moyenne, battant de près de trois secondes le temps réalisé par Juan Manuel Fangio l'année précédente. Personne ne sera en mesure de contester la supériorité de Brooks, d'autant que son chef de file Stirling Moss n'est pas parvenu à assurer sa qualification, aux prises avec une voiture affectée d’un sérieux problème de tenue de route et ne disposant pas d’un moteur délivrant toute sa puissance. Malgré une attaque permanente, Jean Behra (BRM) est relégué à une seconde, précédant de très peu les deux Cooper d'usine de Jack Brabham et Roy Salvadori, créditées du même temps, un dixième de seconde devant la Cooper de l'équipe de Rob Walker, pilotée par Maurice Trintignant. Troisième pilote de l'équipe Vanwall, Stuart Lewis-Evans est à deux secondes. Au sein de la Scuderia Ferrari, seul Mike Hawthorn semble satisfait de sa voiture, ses coéquipiers Peter Collins et Luigi Musso se plaignant d'un manque de puissance, tandis que Wolfgang von Trips, qui ne dispose pour les essais que d'un moteur deux litres, parvient néanmoins à réaliser un temps suffisamment probant pour lui valoir une place au départ.
Le samedi, bien que n'ayant pu faire monter un nouveau moteur sur sa voiture (l'avion qui devait le convoyer d'Angleterre ayant été accidenté !), Moss parvient à assurer sa qualification malgré une piste maculée d'huile et de dépôts de gomme. Son compatriote Ron Flockhart ne va pas avoir cette chance : initialement engagé sur la troisième BRM (qui n'a pu être préparée à temps), il a finalement obtenu le volant de la Cooper de réserve de Rob Walker mais son dix-septième temps le relègue au rang de premier-non qualifié. Parmi ceux-ci, on trouve également de nombreux pilotes de Maserati (seuls Giorgio Scarlatti et Joakim Bonnier étant parvenus à se hisser parmi les seize premiers) et les deux pilotes OSCA. De même, pas plus Bruce Kessler que Paul Emery n'a été en mesure d'établir un temps probant au volant de la Connaught engagée par Bernie Ecclestone ; mécontent de ses pilotes, ce dernier finira par tenter de la piloter en personne, mais ne parviendra qu'à effectuer un seul tour au ralenti !
Brooks s'élancera donc de la pole position, Behra et de Brabham complétant la première ligne. Avec Salvadori et Trintignant en seconde ligne, ce sont cinq monoplaces britanniques qui monopolisent les premières places. Respectivement treizième et quinzième des essais sur leurs formules 2 équipées d'un moteur deux litres, Cliff Allison et Graham Hill ont obtenu leur qualification, permettant à la marque Lotus de débuter en Grand Prix.
| Pos. | Pilote                   | Écurie         | Temps        | Écart          |
| ---- | ------------------------ | -------------- | ------------ | -------------- |
| 1    | Tony Brooks              | Vanwall        | 1 min 39 s 8 |                |
| 2    | Jean Behra               | BRM            | 1 min 40 s 8 | + 1 s 0        |
| 3    | Jack Brabham             | Cooper-Climax  | 1 min 41 s 0 | + 1 s 2        |
| 4    | Roy Salvadori            | Cooper-Climax  | 1 min 41 s 0 | + 1 s 2        |
| 5    | Maurice Trintignant      | Cooper-Climax  | 1 min 41 s 1 | + 1 s 3        |
| 6    | Mike Hawthorn            | Ferrari        | 1 min 41 s 5 | + 1 s 7        |
| 7    | Stuart Lewis-Evans       | Vanwall        | 1 min 41 s 8 | + 2 s 0        |
| 8    | Stirling Moss            | Vanwall        | 1 min 42 s 3 | + 2 s 5        |
| 9    | Peter Collins            | Ferrari        | 1 min 42 s 4 | + 2 s 6        |
| 10   | Luigi Musso              | Ferrari        | 1 min 42 s 6 | + 2 s 8        |
| 11   | Harry Schell             | BRM            | 1 min 43 s 8 | + 4 s 0        |
| 12   | Wolfgang von Trips       | Ferrari        | 1 min 44 s 3 | + 4 s 5        |
| 13   | Cliff Allison            | Lotus-Climax   | 1 min 44 s 6 | + 4 s 8        |
| 14   | Giorgio Scarlatti        | Maserati       | 1 min 44 s 7 | + 4 s 9        |
| 15   | Graham Hill              | Lotus-Climax   | 1 min 45 s 0 | + 5 s 2        |
| 16   | Joakim Bonnier           | Maserati       | 1 min 45 s 0 | + 5 s 2        |
| 17   | Ron Flockhart            | Cooper-Climax  | 1 min 45 s 9 | + 6 s 1        |
| 18   | Francisco Godia          | Maserati       | 1 min 46 s 0 | + 6 s 2        |
| 19   | Ken Kavanagh             | Maserati       | 1 min 49 s 0 | + 9 s 2        |
| 20   | Gerino Gerini            | Maserati       | 1 min 49 s 8 | + 10 s 0       |
| 21   | Bruce Kessler            | Connaught-Alta | 1 min 50 s 5 | + 10 s 7       |
| 22   | Paul Emery               | Connaught-Alta | 1 min 50 s 8 | + 11 s 0       |
| 23   | Maria Teresa De Filippis | Maserati       | 1 min 50 s 8 | + 11 s 0       |
| 24   | André Testut             | Maserati       | 1 min 51 s 4 | + 11 s 6       |
| 25   | Giulio Cabianca          | OSCA           | 1 min 52 s 0 | + 12 s 2       |
| 26   | Luigi Piotti             | OSCA           | 1 min 52 s 4 | + 12 s 6       |
| 27   | Horace Gould             | Maserati       | 1 min 54 s 0 | + 14 s 2       |
| 28   | Bernie Ecclestone        | Connaught-Alta | 6 min 05 s 0 | + 4 min 25 s 2 |

## Grille de départ du Grand Prix
| 1re ligne | Pos. 3                      |                                 | Pos. 2                           |                                 | Pos. 1                        |
|           | Brabham Cooper 1 min 41 s 0 |                                 | Behra BRM 1 min 40 s 8           |                                 | Brooks Vanwall 1 min 39 s 8   |
| 2e ligne  |                             | Pos. 5                          |                                  | Pos. 4                          |                               |
|           |                             | Trintignant Cooper 1 min 41 s 1 |                                  | Salvadori Cooper 1 min 41 s 0   |                               |
| 3e ligne  | Pos. 8                      |                                 | Pos. 7                           |                                 | Pos. 6                        |
|           | Moss Vanwall 1 min 42 s 3   |                                 | Lewis-Evans Vanwall 1 min 41 s 8 |                                 | Hawthorn Ferrari 1 min 41 s 5 |
| 4e ligne  |                             | Pos. 10                         |                                  | Pos. 9                          |                               |
|           |                             | Musso Ferrari 1 min 42 s 6      |                                  | Collins Ferrari 1 min 42 s 4    |                               |
| 5e ligne  | Pos. 13                     |                                 | Pos. 12                          |                                 | Pos. 11                       |
|           | Allison Lotus 1 min 44 s 6  |                                 | Trips Ferrari 1 min 44 s 3       |                                 | Schell BRM 1 min 43 s 8       |
| 6e ligne  |                             | Pos. 15                         |                                  | Pos. 14                         |                               |
|           |                             | G. Hill Lotus 1 min 45 s 0      |                                  | Scarlatti Maserati 1 min 44 s 7 |                               |
| 7e ligne  |                             |                                 | Pos. 16                          |                                 |                               |
|           |                             |                                 | Bonnier Maserati 1 min 45 s 0    |                                 |                               |

## Déroulement de la course
Le départ est donné aux alentours de quinze heures, sous un ciel complètement dégagé. S'élançant du centre de la première ligne sur sa BRM, Jean Behra possède quelques mètres d'avance sur la Vanwall de Tony Brooks et la Cooper de Jack Brabham avant d'aborder l'épingle du Gazomètre. Retardant au maximum son freinage, Roy Salvadori, parti de la seconde ligne au volant de sa Cooper, tente alors de s'infiltrer entre Behra et Brooks qu'il parvient à déborder in extremis, mais il arrive beaucoup trop vite et se déporte complètement à l'extérieur du virage, semant la confusion dans le reste du peloton en tentant de reprendre la bonne trajectoire. Si Behra, Brooks et Brabham ont pu virer sans encombre, quelques pilotes se sont légèrement percutés dans la pagaille, Salvadori n'étant pas épargné, un bras de direction endommagé l’obligeant à regagner lentement son stand. Stirling Moss (Vanwall) a profité de la pagaille pour se placer en quatrième position, suivi de Maurice Trintignant (Cooper) et Stuart Lewis-Evans (Vanwall), tandis que Mike Hawthorn (Ferrari) n'est que huitième, derrière son coéquipier Luigi Musso. Behra et Brooks achèvent le premier tour roues dans roues, suivis par Brabham, Moss et Trintignant. Les deux premiers se détachent rapidement du groupe de chasse, tandis que Moss dépossède Brabham de sa troisième place et qu'Hawthorn remonte rapidement après son mauvais départ, accédant à la quatrième place après seulement quatre tours, ayant dépassé successivement Musso, Lewis-Evans, Trintignant et enfin Brabham. Il lui faudra quatre autres tours pour rejoindre Moss et s'emparer de la troisième place. Il compte alors quelques secondes de retard sur Brooks, lui-même légèrement distancé par Behra qui imprime un rythme très élevé à la course. Hawthorn continue à attaquer ; il accomplit le meilleur tour à près de 110 km/h de moyenne et commence à se rapprocher sensiblement de Brooks. Moss, quatrième, n'est qu'à quelques longueurs, tandis que Brabham et Trintignant, roues dans roues, sont légèrement distancés, comptant alors près de neuf secondes de retard sur la voiture de tête.
Trintignant passe bientôt Brabham, tandis que Lewis-Evans, qui avait chuté à la dixième place, doit se retirer, moteur surchauffé. Behra semble déchaîné et accentue son avance, accomplissant un tour à plus de 111 km/h de moyenne. Hawthorn se rapproche de plus en plus de Brooks et le dépasse au début du vingtième tour. Il est alors à environ cinq secondes de la BRM de tête, qui domine la course depuis le départ. À la fin de ce tour, Moss a également pris le dessus sur Brooks, dont le moteur commence à avoir des ratés. Le jeune pilote britannique est bientôt rattrapé par Trintignant et finit par se ranger sur le côté au début du vingt-troisième tour pour revisser une bougie mal serrée. L'arrêt est très bref, mais Brooks, pour redémarrer sa machine, se laisse glisser en arrière ; il parvient à repartir, mais est aussitôt stoppé par les commissaires de piste et exclu de la course pour manœuvre interdite ! Brabham rencontre aussi quelques problèmes : il a dû repasser au stand pour faire refixer sa barre antiroulis, perdant plus d'un tour et tombant en avant-dernière position juste devant son coéquipier Salvadori, très retardé après l'incident du départ. En tête,  Behra maintient toujours Hawthorn à distance, mais ce dernier n'a plus qu'une faible avance sur Moss, tandis que Trintignant, rapide et régulier depuis le départ, est maintenant quatrième avec la Vanwall en ligne de mire. Behra améliore le record au vingt-septième tour, mais il a beaucoup sollicité ses freins depuis le départ et voit ceux-ci le lâcher aussitôt ; il se fait rapidement rejoindre par Hawthorn, qui le déborde au virage du casino et s'empare du commandement. Le pilote français s'engouffre dans les stands pour tenter de remédier au problème ; l'arrêt dure une quinzaine de secondes, mais le gros du peloton est passé : Behra se retrouve dixième. Il n'ira d'ailleurs guère plus loin, renonçant à la fin du tour suivant, conduite de liquide de freins rompue.
Hawthorn compte alors un peu plus de deux secondes d'avance sur Moss et huit sur Trintignant. Les autres sont beaucoup plus loin, Musso, en quatrième position, étant déjà à plus d'une demi-minute de la voiture de tête et devançant de plus de quinze secondes son coéquipier Peter Collins. Moss passe alors à l'attaque et rattrape rapidement Hawthorn, qu'il dépasse au trente-deuxième tour. Les deux Britanniques se livrent une belle bataille durant quelques tours, au cours de laquelle le pilote Ferrari accomplit un temps record à la moyenne de 112,5 km/h, avant que Moss ne renonce à cause d’un problème de soupape. Hawthorn récupère la première place, avec douze secondes d'avance sur Trintignant, et va dès lors s'efforcer de maintenir cet écart tout en ménageant sa monoplace. Peu avant la mi-course, l'écart entre les deux premiers s'est stabilisé à quinze secondes et Hawthorn semble à l'abri d'une attaque de son ultime adversaire lorsque la Ferrari ralentit soudainement et stoppe au bord de la piste : mal fixée (les contre-écrous avaient été oubliés !), la pompe à essence s'est détachée de son support, mettant fin à la belle prestation du champion anglais. Au sein de la Scuderia Ferrari, les espoirs de victoire reposent désormais sur les épaules de Musso, second à une quarantaine de secondes de Trintignant, nouveau leader de la course. Il reste alors cinquante-deux tours à couvrir et le pilote italien se lance à l'assaut de la Cooper. Au fil des tours l’écart se resserre mais, malgré la centaine de chevaux supplémentaires dont elle dispose, jamais la Ferrari ne sera en mesure de menacer Trintignant qui réalise un sans-faute parfait. Aux trois quarts de la course, le pilote français conserve un avantage d'une trentaine de secondes ; sauf incident, il a maintenant course gagnée. Musso continue néanmoins à attaquer, mais c'est sans espoir : à l'arrivée vingt secondes séparent encore les deux premiers et Trintignant remporte sa seconde victoire en Principauté. Cooper remporte sa seconde victoire consécutive, battant une nouvelle fois les Ferrari, Collins obtenant la troisième place derrière son coéquipier Musso après une course solitaire. Les nombreux abandons permettent à Brabham de s'octroyer la quatrième place, malgré son arrêt prolongé, après l'abandon de la Ferrari de Wolfgang von Trips à moins de dix tours de l'arrivée. Également victime de problèmes mécaniques et très attardé, Harry Schell parvient à mener sa BRM jusqu'au drapeau à damier, en cinquième position.

### Classements intermédiaires
Classements intermédiaires des monoplaces aux premier, troisième, cinquième, dixième, quinzième, vingtième, vingt-cinquième, trentième, trente-cinquième, quarantième, cinquantième, soixantième et soixante-quinzième tours.

### Classement de la course

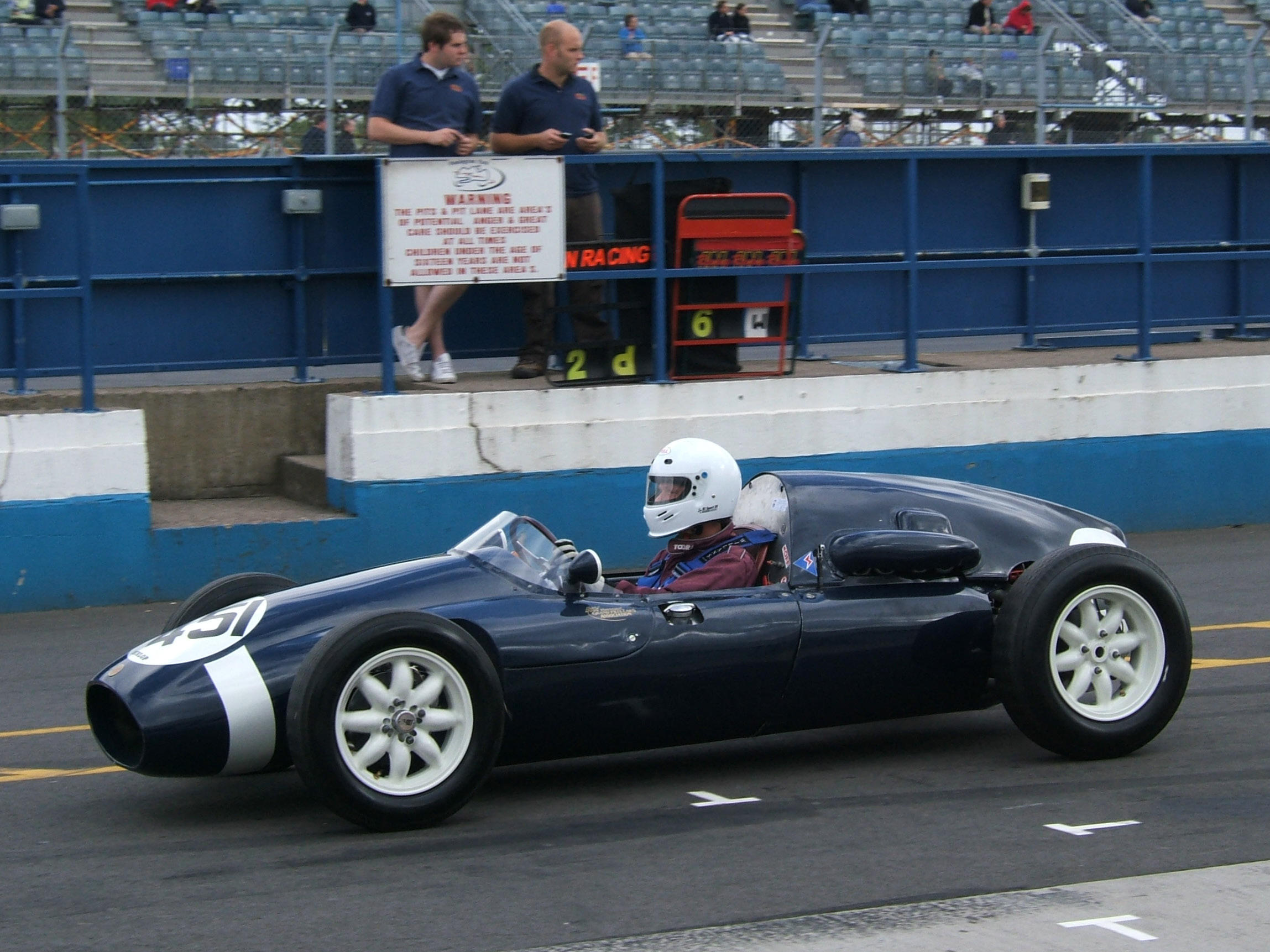
Une Cooper T45 aux couleurs de Rob Walker, semblable à la voiture victorieuse de Trintignant.

| Pos  | No | Pilote                   | Écurie         | Tours | Temps/Abandon                  | Grille | Points |
| ---- | -- | ------------------------ | -------------- | ----- | ------------------------------ | ------ | ------ |
| 1    | 20 | Maurice Trintignant      | Cooper-Climax  | 100   | 2 h 52 min 27 s 9              | 5      | 8      |
| 2    | 34 | Luigi Musso              | Ferrari        | 100   | 2 h 52 min 48 s 1 (+ 20 s 2)   | 10     | 6      |
| 3    | 36 | Peter Collins            | Ferrari        | 100   | 2 h 53 min 06 s 7 (+ 38 s 8)   | 9      | 4      |
| 4    | 16 | Jack Brabham             | Cooper-Climax  | 97    | 2 h 54 min 06 s 8 (+ 3 tours)  | 3      | 3      |
| 5    | 8  | Harry Schell             | BRM            | 91    | 2 h 52 min 54 s 1 (+ 9 tours)  | 12     | 2      |
| 6    | 24 | Cliff Allison            | Lotus-Climax   | 87    | 2 h 52 min 44 s 3 (+ 13 tours) | 13     |        |
| Abd. | 40 | Wolfgang von Trips       | Ferrari        | 91    | Moteur                         | 11     |        |
| Abd. | 58 | Jo Bonnier               | Maserati       | 71    | Accident                       | 16     |        |
| Abd. | 26 | Graham Hill              | Lotus-Climax   | 69    | Transmission                   | 15     |        |
| Abd. | 18 | Roy Salvadori            | Cooper-Climax  | 56    | Boîte de vitesses              | 4      |        |
| Abd. | 38 | Mike Hawthorn            | Ferrari        | 47    | Pompe à essence                | 6      | 1      |
| Abd. | 28 | Stirling Moss            | Vanwall        | 38    | Moteur                         | 8      |        |
| Abd. | 6  | Jean Behra               | BRM            | 29    | Freins                         | 2      |        |
| Abd. | 46 | Giorgio Scarlatti        | Maserati       | 28    | Moteur                         | 14     |        |
| Abd. | 30 | Tony Brooks              | Vanwall        | 22    | Moteur                         | 1      |        |
| Abd. | 32 | Stuart Lewis-Evans       | Vanwall        | 11    | Surchauffe moteur              | 7      |        |
| Nq.  | 22 | Ron Flockhart            | Cooper-Climax  |       | Non qualifié                   |        |        |
| Nq.  | 50 | Ken Kavanagh             | Maserati       |       | Non qualifié                   |        |        |
| Nq.  | 48 | Gerino Gerini            | Maserati       |       | Non qualifié                   |        |        |
| Nq.  | 12 | Bruce Kessler            | Connaught-Alta |       | Non qualifié                   |        |        |
| Nq.  | 14 | Paul Emery               | Connaught-Alta |       | Non qualifié                   |        |        |
| Nq.  | 44 | Maria Teresa De Filippis | Maserati       |       | Non qualifiée                  |        |        |
| Nq.  | 56 | André Testut             | Maserati       |       | Non qualifié                   |        |        |
| Nq.  | 52 | Giulio Cabianca          | O.S.C.A.       |       | Non qualifié                   |        |        |
| Nq.  | 54 | Luigi Piotti             | O.S.C.A.       |       | Non qualifié                   |        |        |
| Nq.  | 42 | Horace Gould             | Maserati       |       | Non qualifié                   |        |        |
| Nq.  | 10 | Ron Flockhart            | BRM            |       | Non qualifié                   |        |        |
| Nq.  | 12 | Bernie Ecclestone        | Connaught-Alta |       | Non qualifié                   |        |        |
| Nq.  | 50 | Luigi Taramazzo          | Maserati       |       | Non qualifié                   |        |        |
| Nq.  | 56 | Louis Chiron             | Maserati       |       | Non qualifié                   |        |        |
| Nq.  | 4  | Francisco Godia          | Maserati       |       | Non qualifié                   |        |        |

### Pole position et record du tour
- Pole position :  Tony Brooks en 1 min 39 s 8 (vitesse moyenne : 113,447 km/h). Temps réalisé lors de la séance d'essais du vendredi 16 mai[11].
- Meilleur tour en course :  Mike Hawthorn en 1 min 40 s 6 au trente-sixième tour (vitesse moyenne : 112,545 km/h).

#### Évolution du record du tour en course
Le record du tour fut amélioré sept fois au cours de l'épreuve.

### Tours en tête
- Jean Behra : 27 tours (1-27)
- Mike Hawthorn : 14 tours (28-32 / 39-47)
- Stirling Moss : 6 tours (33-38)
- Maurice Trintignant : 53 tours (48-100)

## Classement général à l'issue de la course

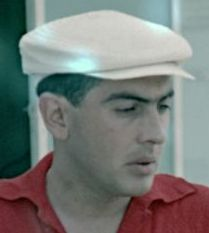
Grâce à ses deux secondes places, l'Italien Luigi Musso occupe la tête du classement provisoire du championnat.

- Attribution des points : 8, 6, 4, 3, 2 respectivement aux cinq premiers de chaque épreuve et 1 point supplémentaire pour le pilote ayant accompli le meilleur tour en course (signalé par un astérisque).
- Pour la coupe des constructeurs, même barème mais seule la voiture la mieux classée de chaque équipe inscrit des points. Le point du meilleur tour en course n'est pas comptabilisé.
- Le règlement permet aux pilotes de se relayer sur une même voiture, les points éventuellement acquis étant alors perdus pour pilotes et constructeur[11].

| Pos. | Pilote              | Écurie   | Points | ARG | MON | NL | 500 | BEL | FRA | GBR | ALL | POR | ITA | MAR |
| ---- | ------------------- | -------- | ------ | --- | --- | -- | --- | --- | --- | --- | --- | --- | --- | --- |
| 1    | Luigi Musso         | Ferrari  | 12     | 6   | 6   |    |     |     |     |     |     |     |     |     |
| 2    | Stirling Moss       | Cooper   | 8      | 8   | -   |    |     |     |     |     |     |     |     |     |
|      | Maurice Trintignant | Cooper   | 8      | -   | 8   |    |     |     |     |     |     |     |     |     |
| 4    | Mike Hawthorn       | Ferrari  | 5      | 4   | 1*  |    |     |     |     |     |     |     |     |     |
| 5    | Peter Collins       | Ferrari  | 4      | -   | 4   |    |     |     |     |     |     |     |     |     |
|      | Juan Manuel Fangio  | Maserati | 4      | 4*  | -   |    |     |     |     |     |     |     |     |     |
| 7    | Jack Brabham        | Cooper   | 3      | -   | 3   |    |     |     |     |     |     |     |     |     |
| 8    | Jean Behra          | Maserati | 2      | 2   | -   |    |     |     |     |     |     |     |     |     |
|      | Harry Schell        | BRM      | 2      | -   | 2   |    |     |     |     |     |     |     |     |     |

| Pos. | Écurie        | Points | ARG | MON | NL | 500 | BEL | FRA | GBR | ALL | POR | ITA | MAR |
| ---- | ------------- | ------ | --- | --- | -- | --- | --- | --- | --- | --- | --- | --- | --- |
| 1    | Cooper-Climax | 16     | 8   | 8   |    |     |     |     |     |     |     |     |     |
| 2    | Ferrari       | 12     | 6   | 6   |    |     |     |     |     |     |     |     |     |
| 3    | Maserati      | 3      | 3   | -   |    |     |     |     |     |     |     |     |     |
| 4    | BRM           | 2      | -   | 2   |    |     |     |     |     |     |     |     |     |

## À noter
- 2e victoire en championnat du monde pour Maurice Trintignant.
- 2e victoire en championnat du monde pour l'écurie privée Rob Walker Racing Team.
- 2e victoire en championnat du monde pour Cooper Car Company en tant que constructeur.
- 2e victoire en championnat du monde pour Coventry Climax en tant que constructeur.
- 1re victoire en championnat du monde de Formule 1 pour le manufacturier de pneumatiques Dunlop.